# Tom Horschel
Tom Horschel (* 21. Juni 1997 in Bad Tölz) ist ein deutscher Eishockeyspieler, der seit Dezember 2024 bei den Passau Black Hawks aus der Eishockey-Oberliga unter Vertrag steht. Zuvor spielte Horschel unter anderem für die Fischtown Pinguins in der Deutschen Eishockey Liga.

## Karriere
Der gebürtige Tölzer durchlief in seiner Heimatstadt jede Jugendabteilung bei den EC Bad Tölz, ehe er in der Saison 2014/15 das erste Mal ein Profi Spiel für die Tölzer Löwen machen durfte. In derselben Saison nahm er mit der deutschen U18-Nationalmannschaft an der Eishockey-Weltmeisterschaft teil.
In seiner zweiten Schüler-Bundesliga Saison mit den EC Bad Tölz konnte er die Meisterschaft gewinnen.
Zur Saison 2019/20 verpflichteten die Fischtown Pinguins aus der Deutschen Eishockey Liga (DEL) Horschel für ein Jahr. Anschließend stand er, da er keinen Vertrag in der DEL oder DEL2 erhalten hatte, beim SC Riessersee unter Vertrag, ehe er zur Saison 2021/22 zu den Tölzer Löwen zurückkehrte.
Bereits im Sommer 2022 wechselte Horschel dann zum Höchstadter EC, nach 75 Pflichtspieleinsätzen verließ er den Verein und unterschrieb im Dezember 2023 bei den Hannover Indians.
Nachdem Horschel ohne Vertrag in die Saison 2024/25 ging, unterschrieb er im Dezember 2024 bei den Passauer Blackhawks und verlängerte seinen Vertrag in der Folgesaison für ein weiteres Jahr.

## Karrierestatistik
Stand: Ende der Saison 2019/20
(Legende zur Spielerstatistik: Sp oder GP = absolvierte Spiele; T oder G = erzielte Tore; V oder A = erzielte Assists; Pkt oder Pts = erzielte Scorerpunkte; SM oder PIM = erhaltene Strafminuten; +/− = Plus/Minus-Bilanz; PP = erzielte Überzahltore; SH = erzielte Unterzahltore; GW = erzielte Siegtore; 1 Play-downs/Relegation; Kursiv: Statistik nicht vollständig)